# 马尔科·德图利奥
马尔科·德图利奥（義大利語：Marco De Tullio，2000年9月21日—）是義大利的一位游泳運動員。他參加了2019年世界游泳錦標賽的男子400米自由式的比賽，並代表義大利參加了2020年奧運會。